# Zakres reakcji

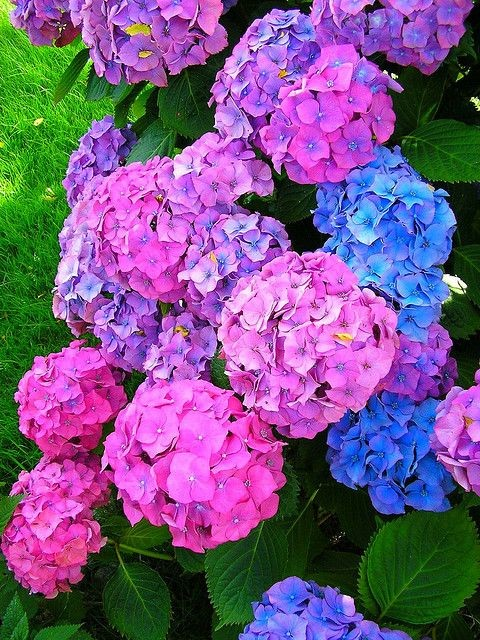
Kwiaty hortensji mogą przybierać różne barwy w zależności od zawartości jonów glinu w glebie oraz jej odczynu.

Zakres reakcji, także norma reakcji – „zakres fenotypów, jakie mogą powstać z pojedynczego genotypu” uzależniony od wpływu środowiska przyrodniczego. Przewaga wpływu na cechy ludzkie środowiska nad genami stanowi przedmiot dyskusji.
Przykładowo: bliźnięta jednojajowe, mimo posiadania identycznego materiału genetycznego, różnią się od siebie z uwagi na różne doświadczenia życiowe (np. odżywianie wpływające na wzrost; ćwiczenia fizyczne wpływające na budowę ciała czy opalanie wpływające na kolor skóry). W przypadku niektórych cech (takich jak grupa krwi w układzie AB0) norma reakcji nie posiada zakresu. Szeroki wpływ na zakres norm reakcji mają cechy poligeniczne.